# Гуариба (Сан-Паулу)
Гуариба (порт. Guariba) — муниципалитет в Бразилии, входит в штат Сан-Паулу. Составная часть мезорегиона Рибейран-Прету. Находится в составе крупной городской агломерации . Входит в экономико-статистический микрорегион Жаботикабал. Население составляет 32 692 человека на 2006 год. Занимает площадь 270,454 км². Плотность населения — 120,9 чел./км².
Праздник города — 21 сентября.

## История
Город основан 21 сентября 1895 года.

## Статистика
- Валовой внутренний продукт на 2003 составляет 336 848 112,00 реалов (данные: Бразильский институт географии и статистики).
- Валовой внутренний продукт на душу населения на 2003 составляет 10 541,33 реала (данные: Бразильский институт географии и статистики).
- Индекс развития человеческого потенциала на 2000 составляет 0,756 (данные: Программа развития ООН).

## География
Климат местности: горный тропический. В соответствии с классификацией Кёппена, климат относится к категории Cfa.